# H. Betti Industries
H. Betti Industries, Inc. est une entreprise américaine fondée en 1934, basée à Carlstadt dans le New Jersey, qui fabrique et distribue des juke-box, des équipements de billard, toute sorte de jeux d'arcade comme des crane games et des jeux vidéo.

## Historique
Humbert S. Betti est un restaurateur sud-américain ayant réussi dans les affaires en Angleterre avec la création d'une chaîne de vente de glaces. Il commence à opérer des juke-box dans ses points de vente et se lance dans la fabrication/distribution de juke-box. L'activité fleurit à tel point que la famille se défait de ses activités de restauration pour se concentrer sur le marché du juke-box. La société de fabrication et la vente de juke-box H. Betti Industries est créée en 1934.

En 1952, la division billard de H. Betti Industries, nommée Eastern Novelty, prend son indépendance pour devenir filiale du groupe. En 1960, H. Betti se sépare de sa branche distribution qui devient Betson Enterprises, filiale du groupe. En 1968, Eastern Novelty est renommée Imperial Billiards en 1968.